# مقبض المسدس
مقبض المسدس أو مقبض السلاح الناري هو مقبض بارز بشكل واضح أسفل المسدس، ليتم حمله بواسطة يد المستخدم بزاوية أكثر عمودية وبالتالي أكثر راحة.كما تحتوي مقابض المسدسات على مخزن الذخيرة.
في الأسلحة النارية يقع مقبض المسدس خلف الزناد، وعادةً ما تُمسكه اليد التي تُشغّله. تُعرف البنادق والبنادق غير المزودة بمقابض مسدس عادةً بأنها ذات مؤخرة مستقيمة أو مرتفعة.